# Ялчинда, Арзухан
Арзухан Доан Ялчинда (тур. Arzuhan Doğan Yalçındağ; 1965) — турецкая женщина-предприниматель, руководитель компании «Доан Холдинг». В 2007—2010 г.г. была Президентом Союза промышленников и предпринимателей Турции. Дочь турецкого миллиардера Айдына Доана.
Окончила стамбульский Лицей Сен-Мишель. Получила степень бакалавра социологии в Босфорском университете Стамбула. Имеет степень MBA.
Замужем за турецким предпринимателем, председателем совета директоров турецкого регионального представительства компании «Яндекс» Мехметом Али Ялчиндагом.
С 1996 года работала в индустрии средств массовой информации. Руководила финансовым отделом компании Milliyet Group.
Совместно с компанией AOL Time Warner запустила передачу на канале турецком CNN.
Участвовала в создании и развитии банка «Alternatif Bank», в котором была одним из членов правления. Основала и руководила компанией MILPA Co, которая в сотрудничестве с немецкой компанией Quelle осуществляла торговлю товарами по почте.
В 2007 стала первой женщиной-главой Союза промышленников и предпринимателей Турции. Находилась на этом посту до 2010 года.
С 1 января 2010 года сменила на посту управляющего компанией «Доан Холдинг» своего отца.
Являлась членом Совета директоров Турецкого Объединения преподавателей-волонтёров, Турецко-американская Ассоциации предпринимателей, Ассоциации женщин-предпринимателей Турции.